# Вайдель, Алис
Али́с Эли́забет Ва́йдель (нем. Alice Elisabeth Weidel, род. 6 февраля 1979, Гютерсло, ФРГ) — немецкий политик. C сентября 2017 года совместно с Александром Гауландом и с сентября 2021 года совместно с Тино Хрупаллой — председатель фракции партии Альтернатива для Германии (АдГ) в бундестаге. С февраля 2020 года по июль 2022 года — председатель АдГ земли Баден-Вюртемберг. С июня 2022 года совместно с Тино Хрупаллой — председатель АдГ. Кандидат на должность канцлера ФРГ на досрочных парламентских выборах в 2025 году.

## Ранние годы и образование
Родилась в Гютерсло и выросла в Ферсмольде. Её отец, Герхард Вайдель, работал торговым агентом по продаже мебели, предметов интерьера и антиквариата. Аттестат зрелости получила в 1998 году в гимназии Югенддорф-Кристофор. Изучала экономику и организацию производства в Байройтском университете, который окончила в 2004 году как одна из лучших на курсе.
В 2011 году на факультете права и экономики Байройтского университета защитила докторскую диссертацию по теме «Пенсионная система Китайской Народной Республики. Варианты реформы с точки зрения теории порядка для повышения устойчивости к рискам». Работа над диссертацией в Китае стала возможной благодаря программе поддержки «светлых голов» фонда имени Конрада Аденауэра, а также стипендии Германской службы академических обменов (DAAD) федерального министерства образования и научных исследований.

## Профессиональная карьера
С июля 2005 года по июнь 2006 года работала аналитиком в отделе управления активами Goldman Sachs во Франкфурте-на-Майне. Почти шесть лет она жила в Китае, где писала диссертацию и работала на Bank of China.
Владеет китайским языком.
С марта 2011 по май 2013 года работала в Allianz Global Investors во Франкфурте-на-Майне, с 2013 по 2014 год — в фирме Heristo, которая занимается переработкой мяса. Затем стала самостоятельным бизнес-консультантом. В 2015 году в этом качестве работала для Rocket Internet и стартапа Foodora.

## Политическая карьера

### Альтернатива для Германии
В октябре 2013 года вступила в партию Альтернатива для Германии (АдГ). По её словам, партия привлекла её внимание потому, что выступала против единой европейской валюты евро.
В июне 2015 года вошла в федеральный исполнительный комитет АдГ. В сентябре 2017 года избрана сопредседателем фракции АдГ в бундестаге. С февраля 2020 года по июль 2022 года была председателем АдГ земли Баден-Вюртемберг. В июне 2022 года избрана вместе с Тино Хрупаллой председателем АдГ.
С 2023 года из-за регулярно поступающих в её адрес угроз находится под персональной охраной федерального управления уголовной полиции.
7 декабря 2024 года правление Альтернативы для Германии выдвинуло Алис Вайдель кандидатом на должность канцлера. Досрочные парламентские выборы в Германии состоялись 23 февраля 2025 года. АдГ набрала более 20 % голосов и вышла на второе место, однако перспектив участия в правительстве у неё нет.

### Политические взгляды

#### Европейский Союз
Вайдель поддерживает продолжение членства Германии в ЕС, однако она призвала экономически слабые государства, такие как Греция, покинуть союз. Несмотря на поддержку членства Германии в ЕС, политик считает, что Германия должна выйти из зоны единой европейской валюты.

#### Иммиграция
Вайдель критиковала иммиграционную политику Ангелы Меркель, отмечая, что «страна будет разрушена такой политикой»: «Дональд Трамп сказал, что Меркель сошла с ума, и я с этим полностью согласна. Это совершенно бессмысленная форма политики, которой здесь следуют».
Она призывала немецкое правительство инвестировать в «специальные экономические зоны» на Ближнем Востоке для придания стимула образованным и квалифицированным специалистам оставаться в их родных странах и избежать возможности утечки мозгов.
По её мнению, Германия должна принять канадскую систему привилегий для квалифицированных иммигрантов по сравнению с неквалифицированными.

#### Вопросы ЛГБТ
Вайдель является первой открытой гомосексуальной женщиной, которая возглавляет политическую партию, выступающую против однополых браков.
Она считает, что детям в Германии не следует рассказывать о гомосексуальности до наступления половой зрелости: «Я не хочу, чтобы кто-нибудь со своим гендерным идиотством или ранними уроками сексуализации приближался к моим детям». Она также против легализации однополых браков, заявив, что поддерживает защиту «традиционной семьи» и в то же время выступает за «другие стили жизни». Она сказала, что поддерживает гражданские партнёрства для гомосексуальных пар, отметив, что сама находится в таком.

### Противоречия

#### Инцидент с нелегальным иммигрантом
В сентябре 2017 года газета Die Zeit опубликовала информацию о том, что Вайдель нелегально наняла сирийскую беженку в качестве домработницы в своём доме в Швейцарии. В заметке также указывалось на то, что искательница убежища не имела письменного рабочего контракта, а также не получала зарплатных листков. Вайдель назвала публикацию «fake news» и «ложью», а её адвокат заявил, что у неё в доме действительно проживала сирийка, но как гость, а не как работник.

## Личная жизнь
В сентябре 2017 года в ходе избирательной кампании Алис Вайдель совершила каминг-аут. Она состоит в отношениях с Сарой Боссард, швейцарской кинопродюсером шри-ланкийского происхождения, живёт вместе с ней в Швейцарии, в городе Биле и воспитывает двух детей. Она также зарегистрирована в доме родителей в Юберлингене на Боденском озере, но налоги платит в Швейцарии. Отношения оформлены в виде зарегистрированного гражданского партнёрства, и по словам Вайдель, она не планирует преобразовывать его в брак (после введения с 1 октября 2017 года однополых браков в Германии).